# 国鉄DT18形台車

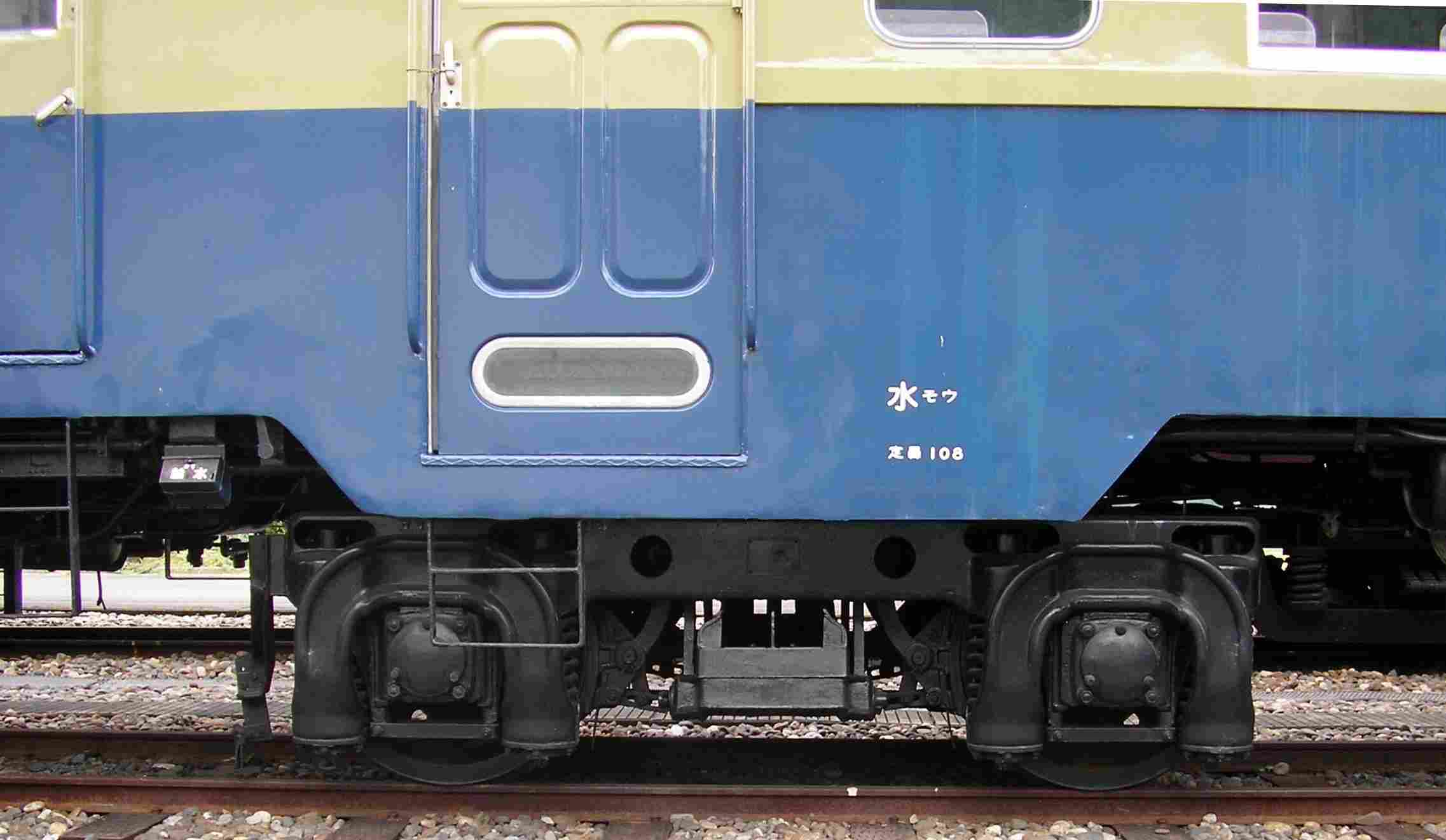
TR49形台車。DT18形の派生形式の一つで、横梁（トランサム）部分が異なる他、軸距が短縮されている。

国鉄DT18形台車（こくてつDT18がただいしゃ）は、日本国有鉄道が開発した鉄道車両用台車の一形式である。

## 概説
キハ44000形試作電気式気動車用台車として1951年に設計され、1952年以降同系のキハ44000形の量産車とキハ44100・44200形まで採用された。
1952年にキハ44000形の量産車と同時に、同形状の車体で造られた液圧式（液体式気動車の試作時には、液圧式と云われた）気動車の試作車キハ44500形用として本形式（DT18）を改修したDT19・TR49が採用され、これはキハ55系・キハ20系でDT22・TR51へ移行するまで国鉄制式気動車用台車として量産された。

### 構造
国鉄では唯一の直角カルダン駆動装置を搭載する。
バックゲージの狭い1067mm軌間用、継手の制約から軸距を長くとる必要のある直角カルダン駆動、しかも1台車2電動機装架、という厳しい制約条件から、2基の主電動機軸が中央のボルスタを貫通する特異なレイアウトとなった。このため、これと干渉するのを避けるために枕ばねのスペースを確保できず、やむなく金属ばねの代わりに分厚い防振ゴムブロックを上揺れ枕と下揺れ枕の間に挿入してある。
また、この枕ばねの性能が十分でないことから、軸ばねの高さ（長さ）を極力大きくとってばね定数を引き下げることで乗り心地の改善を図る必要があると判断された。そこで1951年に汽車製造が京阪電気鉄道1700系用KS-3で初採用した、下天秤ウィングばね式軸箱支持機構が採用された。
これは軸箱の上にヤジロベエ式に∩形をしたウィングボックスを乗せ、その両下端付近に設けたばね座で側枠から下ろされた長い軸ばねを支持するものである。この構造には軸箱守控を外せばそのまま台車枠をつり上げるだけで軸箱および車輪を抜き取れる、という保守上無視できないメリットがあり、また軸ばねの長さを他のウィングばね方式よりも長く取れる、というメリットもあった。
これは、枕ばねとして特性的に本来不向きな防振ゴムを使用したことによる振動特性の悪化を、軸ばねのばね定数を極力引き下げて乗り心地の改善を図ることで相殺する、という基本コンセプトに致命的な誤りがあったことを示すものであった。しかしながら本形式を設計した国鉄技術陣は、本形式の後継機種であるDT19で枕ばねをそのままに軸ばねをコイルばねとしてオイルダンパーを付加することで問題の解決を図ろうとする、軸ばねを改良すれば枕ばねを簡素化しても乗り心地を維持、あるいは改善できると考えていた形跡があり、劣悪な乗り心地の主因であった防振ゴムブロックによる枕ばね部に改良のメスが入れられることは最後まで無かった。この結果、本形式とその後継であるDT19・TR49については、戦前製のキハ42000形用台車であるTR29の方が良好な乗り心地であると判定され、更に後日、機会をとらえてDT22・TR51への交換が一部で実施されるなど、最後まで酷評がついて回る状況となった。
その一方で、本形式では側枠について、従来多用されていた一体鋳鋼製や帯板組み立て構造を止め、表裏2枚の鋼板プレス成形部品を最中状に貼り合わせて溶接することで箱形断面を形成する、全く新しいモノコック構造が採用された。この方式は軽量化に大きな効果があり、続くDT19・TR49に継承された後、DT20で電車用として採用され、DT21以降の国鉄台車における標準設計手法として定着した。
もっとも、本形式の段階では溶接の適用箇所は側枠の組み立てまでに留まり、側枠と鋳鋼製の横梁（トランサム）、それに端梁はボルトで組み付けられており、そのため側枠中央部には鋳鋼製のTR40などで見られたような3本×2列×2組で12本分のトランサム締付孔が設けられていた。
また、一体圧延車輪と複列円筒ころ軸受を採用し、保守の簡略化を実現したのも本形式が国鉄初となっており、戦後初の電気式ディーゼル気動車向け試作台車として、防振ゴムブロックの採用を含め、当時考え得る限りの新機軸が盛り込まれた設計であったことが判る。
ブレーキは両抱き式とされたが、ブレーキ装置の各部品はDT16と共通として、保守に配慮してあった。
なお、本形式は後に装着形式であるキハ44000・44100・44200の各形式が液体式気動車へ改造された際に電装解除され、トランサム周辺を改造の上で逆転機を装架し、DT19相当に改造されている。

### 仕様
- 形式 - 2軸動力台車
- 車体支持機構 - 揺れ枕吊り式・3点支持
- 枕ばね - 防振ゴムブロック
- 台車枠 - 鋼板プレス
- 軸ばね - コイルばね
- 軸箱支持装置 - 下天秤ウィングばね式
- 軸距 - 2,300mm
- 車輪径 - 860mm

## 派生形式
本形式は電気式気動車用として開発されたが、前述の通り初期の量産液体式気動車に同系台車が大量採用されている。
国鉄向け
- 気動車用
  - DT18A：キハ44000形の付随台車として設計。付随台車であるのにDTナンバーが与えられたのは、電装によるDT18への改造を前提としてギアボックス周辺の機構を省略したのみの設計となっていたためである。
  - DT18B：キハ44100形を国鉄大宮工場と小倉工場でキハユニ44100形[7]と、キハ44000→キハ09形を国鉄大宮工場と小倉工場でキハユニ15形[8]へ改造した際に基礎ブレーキ装置や変速機部分を改修してDT19相当にしたもの。
  - DT19・TR49：液体式気動車への採用にあたり、徹底的な軽量化を実現したモデル。軸距を2,300mmから2,000mmに短縮し、端梁を廃止して逆転機の転動防止リンクを取り付けられるよう形状を変更したトランサムを側枠と溶接[9]し、さらに両抱き式では作用時に軸ばねがロックされる現象が発生したため、ブレーキを片押し式とした。キハ44500形で初採用され、ほぼそのままキハ10系に継承されて量産された。電気式のDT18とは異なり揺れ枕部の設計に制約が無く、防振ゴムブロックを枕ばねとする必然性は薄かった筈であるが、何故かこれが継承されてしまい、DT22系の開発まで無煙化の喜びの影で大変な苦痛を乗客に強いる結果となった。
  - DT19A：2エンジン搭載の試作車であるキハ44600形[10]用として設計。
  - DT19B：キハ55系初期車用として設計。キハ10系とは逆転機周辺の仕様が異なるため新形式が付与された。
  - DT19C・TR49A：キハ20系初期車用。細部の設計変更が実施された。

私鉄向け
量産された国鉄制式台車は、一般に独自開発能力を持たない中小私鉄を中心に同等品が採用されるのが通例である。だが、本形式およびその発展形であるDT19・TR49については、キハ10系・キハ20系気動車の同等品を早期に購入した島原鉄道キハ4500・キハ20形、南薩鉄道キハ300形にDT19・TR49相当品が採用された程度で、留萠鉄道や雄別炭礦鉄道など、キハ10系・キハ20系の同級車を導入した私鉄でもあえて旧式のTR29相当品を採用して本形式の設計を忌避する例が多く見られた。

## 採用された車両
※ 流用品・他事業者からの中古品を使用する車両を含む。
- 国鉄・（JR[12]） - キハ44000。44100・44200形・キハユニ15・16形・キユニ16・19形・キニ16・19形